# Таня Кожухарова
Таня Кожухарова е българска актриса, телевизионна водеща на предаването „Без дрехи“ по bTV.

## Биография
Таня Кожухарова е родена на 13 октомври 1977 в град София, България. През 2001 година завършва НАТФИЗ. Първоначално е поканена за един скеч в предаването „Аламинут“ по bTV, а след това ѝ правят предложение да бъде водещ на предаването „Без дрехи“.

## Филмография
- Случаят Кюри (2017) - майката на Соня